# 장원혁
장원혁은 대한민국의 배우이다. 2016년 영화 《날 좋은 날》로 연예계에 데뷔했다.
그는 이후 드라마 《내 아이디는 강남미인》, 《그날의 커피》와 연극 《파란별 이야기》, 《살기로운 생활》, 《에덴미용실》등 여러 작품에 출연하며 작은 역할을 거친 후, 경력을 쌓아갔다.
2020년 KBS 2TV 주말드라마 《한번 다녀왔습니다》로 인지도를 얻기 시작했다. 현재 차기작으로 선택한 JTBC 드라마《사생활》 첫 방송을 앞두고있다.

## 학력
- 경성대학교 연극영화과 (휴학)

## 출연작

### 영화
- 《남자는 처음을 원하고 여자는 마지막을 원한다》 (2023년) - 강정식 역
- 《붉은실》 (2017년)
- 《웃으면 복이 와요..?》 (2016년)
- 《2Q15》 (2016년)
- 《날 좋은 날》 (2016년)

### 드라마
- 《비밀은 없어》 (2024년, JTBC) - 피엔 역
- 《마스크걸》 (2023년, 넷플릭스) - 부용이 친구
- 《모범택시 시즌 2》 (2023년, SBS) - 조주혁 역
- 《이상한 변호사 우영우》 (2022년, ENA) - 한병길 역
- 《너에게 가는 속도 493KM》 (2022년, KBS2) - 이재식 역
- 《오월의 청춘》 (2021년, KBS2) - 유병철 역
- 《경이로운 소문》 (2020년, OCN) - 정권 역
- 《사생활》 (2020년, JTBC) - 최윤석 역
- 《한 번 다녀왔습니다》 (2020년, KBS2) - 이종수 역
- 《달리는 조사관》 (2019년, OCN) - 이선호 역
- 《신의 퀴즈: 리부트》 (2018년, OCN) - 양오수 역
- 《내 아이디는 강남미인》 (2018년, JTBC)
- 《그날의 커피》 (2018년, 웹드라마) - 석준 역

### 연극
- 《에덴미용실》 - 반석이 역
- 《살기로운 생활》 - 이상진 역
- 《파란별 이야기》
- 《오렌지 북극곰》
- 《우리가 처음 사랑했던 소년》

### 뮤직비디오
- 레드썬 - Hot Baby